# György Majláth (1818–1883)

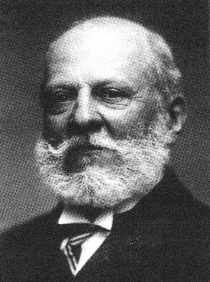
György Majláth

György Majláth de Székhely (Pozsony, 7 december 1818 – Boedapest, 29 maart 1883), ook gekend onder zijn Duitse naam Georg von Majláth, was een Hongaars politicus.
Majláth werd geboren in Pozsony, de Hongaarse naam van de huidige stad Bratislava, die toen in het Koninkrijk Hongarije lag. Zijn vader was György Majláth sr., die eveneens een Hongaars politicus was. Hij trad in staatsdienst in het comitaat Baranya, waar hij uiteindelijk opper-ispán van werd. Hij trok zich echter terug uit het politieke leven tijdens de Hongaarse Revolutie van 1848.
Een decennium later ging hij weer in de politiek. In 1866 werd hij vervolgens hofkanselier van Hongarije en in 1867 werd hij benoemd tot opperste landrechter van Hongarije. Van 1867 tot 1883 was hij bovendien voorzitter van het Magnatenhuis, het Hongaarse hogerhuis. Hij overleed bij een roofoverval in 1883.